# آلپیدم
آلپیدم (Ananxyl) دارویی ضد اضطراب از خانواده ایمیدازوپیریدین است که به داروی خواب‌آور شناخته شده زولپیدم شباهت دارد. برخلاف زولپیدم، آلپیدم در دوزهای طبیعی اثرات آرام‌بخشی ایجاد نمی‌کند و در عوض به‌طور خاص برای درمان اضطراب استفاده می‌شود.
آلپیدم توسط سینتلابو (که اکنون بخشی از سانوفی-آونتیس است) ساخته شده‌است. در سال ۱۹۹۱ برای بازاریابی در فرانسه تأیید شد. آزمایشات بالینی برای دریافت تأیید سازمان غذا و دارو (آمریکا) آمریکا در سال ۱۹۹۲ متوقف شد و این دارو هرگز تأیید FDA را دریافت نکرد. این محصول تا سال ۱۹۹۴ از بازار فرانسه خارج شد و برای بازاریابی در هیچ‌کجای دنیا مورد تأیید قرار نگرفت.

## خطرات
در سال ۱۹۹۵، در پی گزارش‌هایی مبنی بر آسیب جدی به کبد، آلپیدم در اکثر کشورهای جهان از بازار خارج شد.

## همچنین ببینید
- داروی ضداضطراب
- بنزودیازپین (گیرنده)
- ایمیدازوپیریدین‌ها
- داروی Z